# Baetisca rogersi
Baetisca rogersi is een haft uit de familie Baetiscidae. De wetenschappelijke naam van de soort is voor het eerst geldig gepubliceerd in 1940 door Berner.
De soort komt voor in het Nearctisch gebied.